# Инцидент с «Атлантик»
Инцидент с «Атлантик» (англ. Atlantique Incident) — инцидент, произошедший 10 августа 1999 года, в котором патрульный самолёт пакистанских ВМС «Атлантик» был сбит истребителем ВВС Индии после нарушения государственной границы.

## Инцидент
В 1991 году Индия и Пакистан подписали соглашение, которое предусматривало, что боевые самолёты обеих стран не будут подлетать к границе ближе, чем на 10 километров. 
10 августа 1999 г. в условиях ограниченной видимости пакистанский патрульный самолёт «Атлантик» пересёк границу Индии и был незамедлительно сбит истребителем МиГ-21 индийских ВВС с авиабазы в Налии. При этом погибли все 16 человек, находившиеся на борту пакистанского самолёта.

## Реакция Пакистана и Индии на инцидент
Пакистанские власти сразу заявили о том, что сбитый самолёт не относился к категории боевых самолётов, и, соответственно, на него не распространялись ограничения, установленные в соглашении от 1991 года. Однако пакистанцы не смогли объяснить, почему самолёт ВМС пересёк границу Индии. Исламабад заявил, что самолёт не был вооружён и выполнял плановый учебный полёт в провинции Синд на юге Пакистана.
Индийские власти также прокомментировали инцидент. Они заявили, что пакистанский самолёт был сбит только после того, как вошёл вглубь индийской территории на 10 км.

## Международное посредничество
Посол Пакистана в ООН Инам-уль-Хак заявил, что: «Международное сообщество должно взять на себя ведущую роль по урегулированию этого конфликта». Однако Совет Безопасности ООН сделал заявление, что оба государства, обладающие ядерным оружием, должны разрешить проблему путём двусторонних переговоров. США также призвали стороны к сдержанности. Тем не менее, Инам-уль-Хак заявил, что если индо-пакистанский конфликт не был решён спустя несколько десятков лет, то международному сообществу не стоит ждать, что этот инцидент будет решён мирным путём. Он также призвал Генерального секретаря ООН Кофи Аннана, чтобы он изменил свою точку зрения на этот инцидент и повлиял на разрешение конфликта в Кашмире.